# Belfaa
Belfaa (en àrab بلفاع, Bilfāʿ; en amazic ⴱⵍⴼⴰⵄ) és una comuna rural de la província de Chtouka-Aït Baha, a la regió de Souss-Massa, al Marroc. Segons el cens de 2014 tenia una població total de 27.699 persones.